# Margareta Sarri
Irja Margareta Sarri, född Carlsson 10 december 1944 i Stockholm, är en svensk författare, bosatt i Knivsta.

## Biografi
Margareta Sarri arbetade bland annat som sekreterare fram till 1971. Därefter har hon varit författare på heltid. Hon blev fil. kand. i litteraturvetenskap vid Stockholms universitet 1983 och avlade folkhögskollärarexamen 1995. Under 80- och 00-talen var Sarri fackligt verksam inom Sveriges Författarförbund och drev samtidigt projekt för Författarcentrum.
Hon är medlem i författargruppen Berättargungan som turnerade runt om i Dalarna och angränsande län under 90- och 00-talen. Sommaren 2000 deltog hon i Literature Express, en sju veckor lång tågresa med hundra europeiska författare med uppläsningar längs vägen från Lissabon till Moskva.
Sarri växte upp i Vendelsö söder om Stockholm och i Rosersberg norr om stan. Levde hela 1970-talet i Norrbotten och Lappland; långt senare i Dalarna, men har mestadels bott i Uppland. Dessa landskap har alla bildat bakgrund i Sarris romaner.  
Åren 1968–1979 var hon gift med Nils Sarri (son till Enok Sarri) och hon har tre barn.
Hennes självbiografiska text "En okuvlig längtan" ingår i boken Kedja, utgiven 2015.

## Priser och utmärkelser
- 1973 – Albert Bonniers stipendiefond för yngre och nyare författare
- 1977 – Rörlingstipendiet av Norrländska författarsällskapet
- 1981 – Norrbottens läns kulturstipendium
- 1983 – Uppsala läns kulturstipendium
- 1984 – Uppsala kommuns kulturstipendium
- 1988 – Stockholms läns kulturstipendium
- 2016 – Kerstin Hed-priset[3]
- 2017 – Landstinget Dalarnas kulturstipendium för yrkesverksamma